# Now You’re Gone (singel Basshuntera)
Now You’re Gone – szósty singel szwedzkiego muzyka Basshuntera stworzony przy współpracy DJ-a Mentala Theo oraz Bazzheadza. Singiel został nagrany w języku angielskim na podstawie debiutanckiego singla Basshuntera – „Boten Anna”.

## Wydanie
2 września 2011 roku na platformę Wii została wydana gra konsolowa We Dance, zawierająca „Now You’re Gone” wraz z 39 innymi utworami.

## Lista utworów
- Digital download (31 grudnia 2007)[3]

1. „Now You’re Gone” (Radio Edit) – 2:34
2. „Now You’re Gone” (Fonzerelli Remix) – 6:27

- CDr promo (2007)[4]

1. „Now You’re Gone” – 2:41

- CDr promo (2007)[5]

1. „Now You’re Gone” (Fonzerelli Remix) – 6:28

- CDr promo (2007)[6]

1. „Now You’re Gone” (Radio Edit) – 2:35
2. „Now You’re Gone” (DJ Alex Extended) – 5:43
3. „Now You’re Gone” (Fonzerelli Remix) – 6:28
4. „Now You’re Gone” (Uniting Nations Instrumental) – 7:06
5. „Now You’re Gone” (Sound Selektaz Remix) – 5:36
6. „Now You’re Gone” (Acapella) – 0:43

- Digital download (7 stycznia 2008)[7]

1. „Now You’re Gone” (Radio Edit) – 2:34
2. „Now You’re Gone” (Video Edit) – 2:39
3. „Now You’re Gone” (DJ Alex Extended Mix) – 5:42
4. „Now You’re Gone” (Sound Selektaz Remix) – 5:35
5. „Now You’re Gone” (Fonzerelli Remix) – 6:27

- CD maxi-singel (7 stycznia 2008)[8]

1. „Now You’re Gone” (Radio Edit) – 2:35
2. „Now You’re Gone” (Video Edit) – 2:42
3. „Now You’re Gone” (DJ Alex Extended Mix) – 5:43
4. „Now You’re Gone” (Sound Selektaz Remix) – 5:36
5. „Now You’re Gone” (Fonzerelli Remix) – 6:27

Video. „Now You’re Gone”
- LP (14 stycznia 2008)[9]

A „Now You’re Gone” (DJ Alex Extended Mix) – 5:43
B1 „Now You’re Gone” (Sound Selektaz Remix) – 5:36
B2 „Now You’re Gone” (Fonzerelli Remix) – 6:27
- CD singel (22 lutego 2008)[10]

1. „Now You’re Gone” (Radio Edit) – 2:31
2. „Now You’re Gone” (Fonzerelli Remix Long Version) – 6:25

- Digital download (4 marca 2008)[11]

1. „Now You’re Gone” (Radio Edit) – 2:39
2. „Now You’re Gone” (Fonzerelli Radio Edit) – 3:14
3. „Now You’re Gone” (DJ Alex Extended Mix) – 5:43
4. „Now You’re Gone” (Fonzerelli Remix) – 6:28
5. „Now You’re Gone” (Sound Selektaz Remix) – 5:36

- CD maxi-singel (2008)[12]

1. „Now You’re Gone” (Radio Edit) – 2:34
2. „Now You’re Gone” (DJ Alex Extended Mix) – 5:42
3. „Now You’re Gone” (Sound Selektaz Remix) – 5:35
4. „Now You’re Gone” (Fonzerelli Remix) – 6:27
5. „Boten Anna” (Radio Edit) – 3:26

- CD promo maxi-singel (2008)[13]

1. „Now You’re Gone” (Radio Edit) – 2:39
2. „Now You’re Gone” (Fonzerelli Radio Edit) – 3:14
3. „Now You’re Gone” (Extended) – 5:42
4. „Now You’re Gone” (DJ Alex Extended Mix) – 5:43
5. „Now You’re Gone” (Sound Selektaz Remix) – 5:36

- CD singel (2008)[14]

1. „Now You’re Gone” (Radio Edit)
2. „Now You’re Gone” (D.J. Alex Extended Mix)

## Teledysk
Teledysk do utworu został wyreżyserowany przez Aleksa Herrona, a jego publikacja odbyła się 22 listopada 2007 roku. W teledysku zagrała między innymi Aylar Lie. Przedstawie parę, która komunikuje się za pomocą wiadomości tekstowych. Teledysk był trzecim najczęściej oglądanym filmem w serwisie YouTube.

## Odbiór

### Krytyka
| Digital Spy | [ 20 ] |

Redaktor Michaelangelo Matos z amerykańskiego bloga Idolator w ramach realizacji Project X omówił utwory znajdujące się w pierwszej dziesiątce notowania z drugiego tygodnia lutego 2008 roku brytyjskiej listy przebojów. Odnosząc się do pierwszego z listy „Now You’re Gone” stwierdził, że wokale i house’owy beat są bardzo agresywne i nie nadają się dla amerykańskich słuchaczy.

### Pozycje na listach przebojów
| Kraj/Region       | Lista (2007/2008/2009/2010) | Najwyższa pozycja | Certyfikat | Sprzedaż |
| ----------------- | --------------------------- | ----------------- | ---------- | -------- |
| Irlandia          | Top 50 Singles              | 1                 |            |          |
| Wielka Brytania   | Top 100 Singles             | 1                 | platyna    | 667 000  |
| Szwecja           | Top 60 Singles              | 2                 |            |          |
| Nowa Zelandia     | Top 40 Singles              | 3                 | platyna    | 15 000   |
| Belgia (Walonia)  | Ultratop 40 Singles         | 5                 |            |          |
| Francja           | Top 100 Singles             | 6                 |            | 92 230   |
| Finlandia         | Top 20 Singles              | 8                 |            |          |
| Norwegia          | Top 20 Singles              | 10                |            |          |
| Dania             | Track Top-40                | 14                | złoto      |          |
| Austria           | Singles Top 75              | 14                |            |          |
| Niemcy            | Top 100 Singles             | 18                |            |          |
| Szwajcaria        | Singles Top 100             | 29                |            |          |
| Australia         | Top 100 Singles             | 78                |            |          |
| Kanada            | Canadian Hot 100            | 88                |            |          |
| Europa            | European Hot 100            | 4                 |            |          |
| Stany Zjednoczone | –                           | –                 |            | 95 000+  |

| Kraj            | Lista (2009)                   | Pozycja |
| --------------- | ------------------------------ | ------- |
| Wielka Brytania | UK Top 100 Songs of the Decade | 95      |

### Nagrody i nominacje
| Rok  | Nagroda                | Kategoria                       | Wynik     |
| ---- | ---------------------- | ------------------------------- | --------- |
| 2008 | Eska Music Award       | Radioaktywny hit roku Era       | Wygrana   |
| 2008 | MTV Europe Music Award | Najbardziej uzależniający utwór | Nominacja |
| 2008 | The Record of the Year |                                 | Nominacja |

### Covery i alternatywne wersje utworu
W 2009 roku został wydany singel „Everyone” Crazy Froga.

## Występy na żywo
Basshunter w 2008 roku wykonał utwór w brytyjskim programie Życie w Hollyoaks oraz w ramach Channel 4 podczas imprezy „T4 on the Beach 2008” pod koniec lipca 2008 roku. 4 lipca 2010 roku w ramach Channel 4 na „T4 on the Beach 2010” ponownie wykonał ten utwór. 25 kwietnia 2008 roku Basshunter wykonał utwór „Now You’re Gone” na żywo w Łodzi w Polsce podczas „Eska Music Awards 2008”, otrzymał nagrodę – Radioaktywny Hit Roku Era. Basshunter wykonał utwór na kanale RTL 2 podczas imprezy „The Dome 45" w Niemczech. Basshunter wykonał utwór 24 listopada 2010 roku podczas imprezy „Zero Gravity” w Stanach Zjednoczonych.